# Quốc kỳ Cộng hòa Xã hội chủ nghĩa Xô viết Kazakhstan
Quốc kỳ Cộng hòa Xã hội chủ nghĩa Xô viết Kazakhstan đã được thông qua bởi chính phủ Kazakhstan vào ngày 24 tháng 1 năm 1953. Cờ này giống với lá cờ của Liên Xô trong một hình thức tẩy xóa nhưng với ba sọc ngang gồm các 2/9 (hai phần chín) của thanh màu xanh lam (xanh da trời) ở phần dưới của cờ và búa và liềm ở trung tâm gần.

## Các biến thể

1920–1936
1937–1940
1940–1953
1953–1992